# Route nationale 201
Pour les articles homonymes, voir Route 201.
La voie rapide urbaine de Chambéry, route nationale 201, ou RN 201, est une route nationale française. Avant 2006, elle reliait Saint-Julien-en-Genevois à Chambéry. Elle est devenue D 1201 à la suite du décret du 5 décembre 2005, sauf la section en 2×3 voies appelée voie rapide urbaine (VRU) de Chambéry.

## Histoire
Peu après l'annexion du duché de Savoie par Napoléon III, la route de Chambéry à Genève par Annecy est classée par décret impérial du 18 août 1860 route nationale sous le no 201.
Elle reliait à l'origine Saint-Julien-en-Genevois à Chambéry en passant le centre d'Aix-les-Bains et où elle formait une intersection avec la route nationale 513 vers le massif des Bauges. Elle empruntait alors les actuelles rue de Genève et de Chambéry et l'avenue de Marlioz[réf. souhaitée].
Dans les années 1970, l'ancien tronçon de la RN 92 entre Saint-Julien-en-Genevois et la frontière suisse a été intégrée à la RN 201.
La voie rapide urbaine (VRU) de Chambéry a été mise en service en deux étapes. Dans un premier temps, elle a été ouverte de Villarcher à l'entrée de Chambéry, à l'extrémité de l'avenue de la Boisse, au niveau du pont des Chèvres, via l'échangeur avec l'A43 et la sortie pour la Motte-Servolex. La partie au nord de l'A43 reprend l'ancien tracé de la RN 201 qui a été doublé. Par contre, au sud, c'est un tracé complètement nouveau. L'ancien tracé entre La Motte-Servolex et Chambéry, actuelle Avenue des Landiers, a été renuméroté RN 220. La seconde section de la VRU a été inaugurée le 21 décembre 1981. Elle correspond à la partie sud jusqu'au début de l'A43 (A41 à l'époque), à la Ravoire. Au début, la partie sud de la VRU n'est en service que sur une chaussée, à double-sens. La mise en service complète aura lieu un an plus tard, fin 1982.
En 2006, la RN 201 a été déclassée en RD 1201 à l'exception de la VRU.

## Tracé actuel: la voie rapide urbaine de Chambéry (VRU)
La traversée de Chambéry, communément nommée VRU (voie rapide urbaine), est à 2×3 voies et passe à travers le tunnel des Monts. Les échangeurs sont :
- 11 : Lyon et Bourg-en-Bresse par le tunnel du Chat, Le Bourget-du-Lac, Voglans
- 12 : zones d'activités
- Échangeur entre A41 (Annecy, Genève), A43 (Lyon) et N201
- 14 : La Motte-Servolex
- 15 (échangeur de la Boisse) : Chambéry-Centre, Valence, Lyon par Les Échelles, Massif de la Chartreuse
- 16 : La Cassine
- Tunnel des Monts
- 17 : Bassens
- 18 : Albertville, Grenoble, Montmélian par ex-RN 90 et ex-RN 6
- 19 : Barberaz, La Ravoire
- Devient A43/A41

Sur cette section, sa vitesse est globalement limitée à 90 km/h pour tous les conducteurs, un seuil en dessous de celui prévu par la loi de 110 km/h ou 100 km/h pour les chaussées à terre-plein central. Depuis fin 2017, cette limite de vitesse est signalée uniquement par des panneaux lumineux, et peut être abaissée en cas de pic de pollution,.

## Ancien tracé (avant 2006)

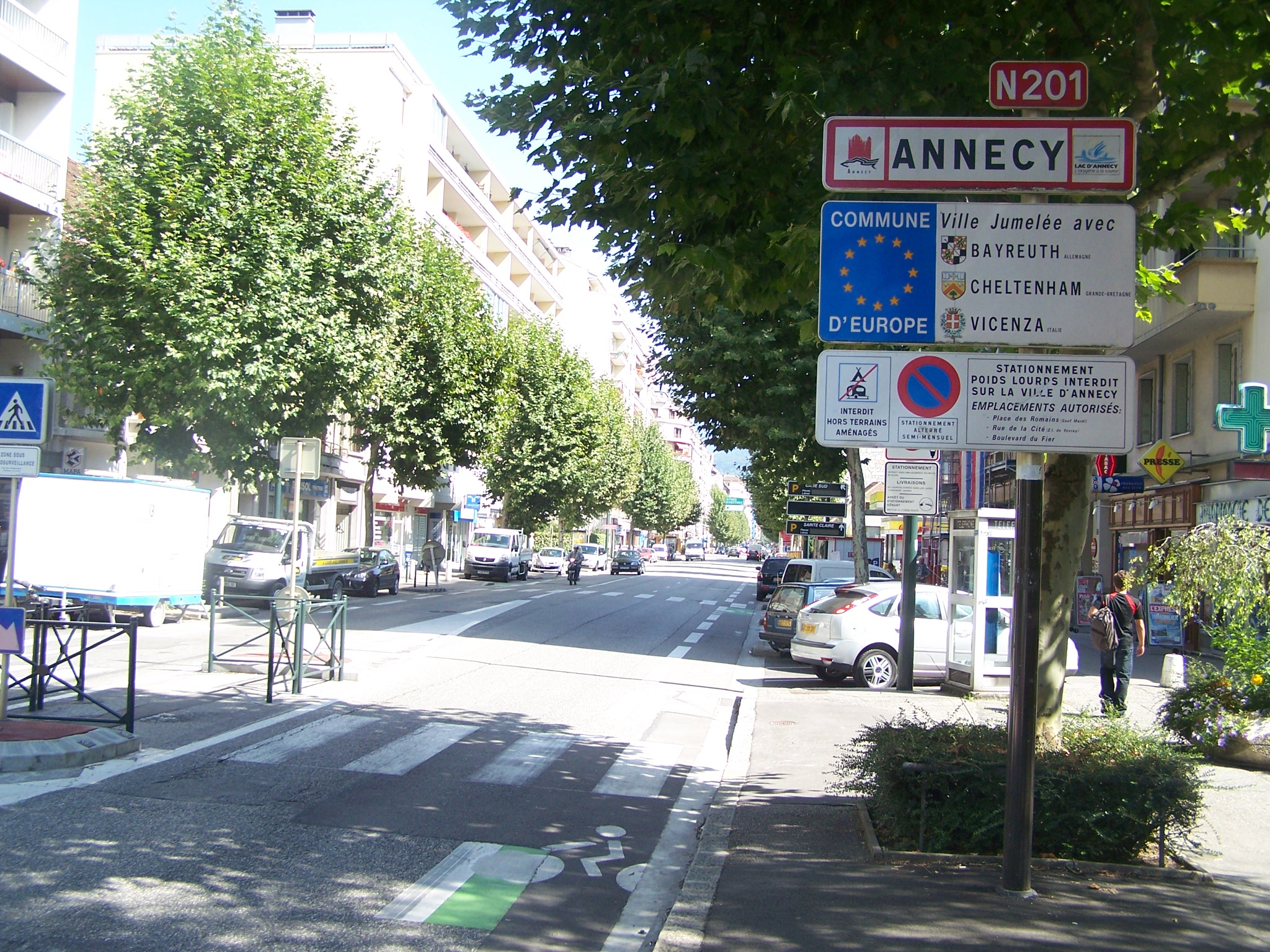
Vue avant déclassement, de la RN 201 à son arrivée à Annecy (2006).

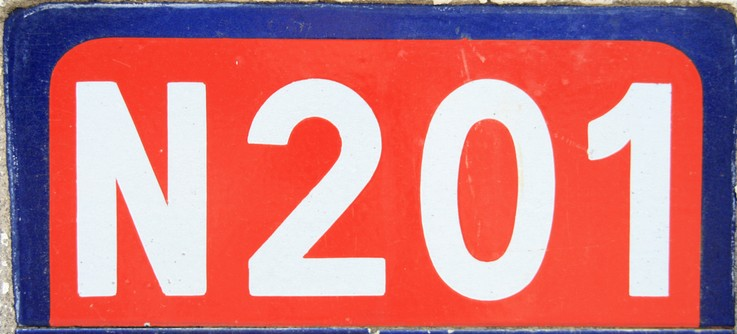
Cartouche de la N 201

L'actuelle RD 1201 est doublée par l'A41
- SUISSE-PERLY - (no 1) (km 0)  et
- Saint-Julien-en-Genevois (km 2)
- Col du Mont Sion
- Cruseilles
- Pringy
- Annecy (km 38)
- Seynod
- Alby-sur-Chéran
- Saint-Félix
- Albens
- La Biolle
- Aix-les-Bains (km 71)
- Chambéry (km 89)